# Tipula (Eumicrotipula) mitua
Tipula (Eumicrotipula) mitua is een tweevleugelige uit de familie langpootmuggen (Tipulidae). De soort komt voor in het Neotropisch gebied.